# Riley Osborne
Josh Terry (Hereford, 27 de marzo de 1998) es luchador profesional británico. Mejor conocido por su tiempo en la empresa estadounidense WWE, donde lucho bajo el nombre "Riley Osborne" en la marca de desarrollo NXT.

## Campeonatos y logros
- Target Wrestling
  - Target Wrestling Heavyweight Championship (1 vez)
  - Target Wrestling Tag Team Championship (1 vez) - con Charlie Rose
  - High Octane Division Championship (2 veces)